# Cysticapnos vesicaria
Cysticapnos vesicaria är en vallmoväxtart. Cysticapnos vesicaria ingår i släktet Cysticapnos och familjen vallmoväxter.

## Underarter
Arten delas in i följande underarter:
- C. v. namaquensis
- C. v. vesicaria